# Sejmik przedsejmowy

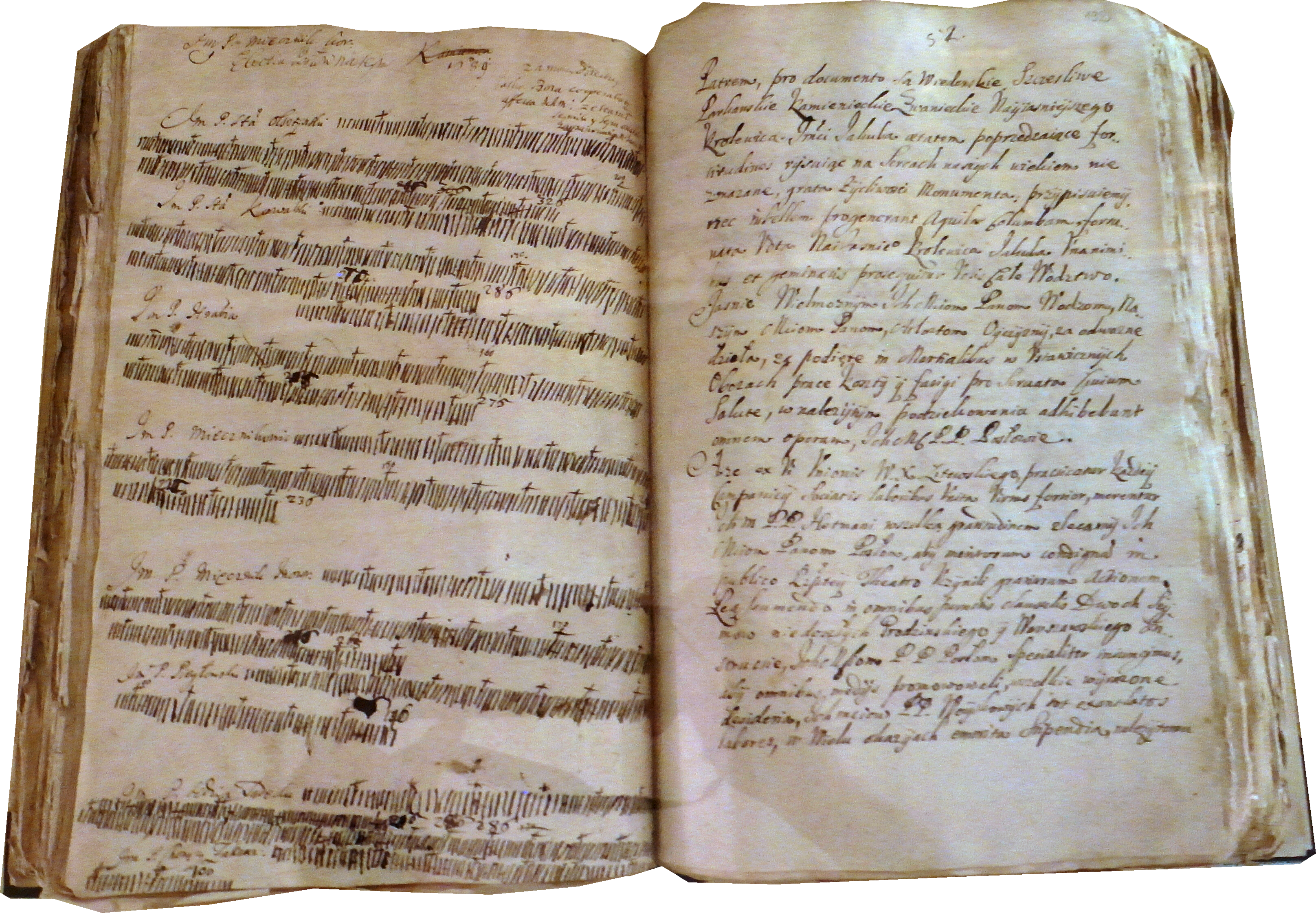
Zapis głosowania (tzw. kreskowanie) na posłów na sejmiku przedsejmowym w Proszowicach 5 grudnia 1689 roku, głosowanie miało charakter jawny, z 10 kandydatów wybrano 6

Sejmik przedsejmowy – jeden z rodzajów sejmików partykularnych w I Rzeczypospolitej, pełniący funkcje samorządowe w ziemiach i województwach w okresie demokracji szlacheckiej. 
Był pierwszym szczeblem samorządu szlacheckiego. Sejmik zbierał się w celu wysłuchania legacji króla zwołującego sejm walny, wyboru posłów, przekazania obowiązujących instrukcji, oraz odebrania przysięgi od posłów (delegatów). Obradom sejmiku przewodniczył marszałek wybierany z grona szlachty. 
Sejmik wybierając posła układał instrukcję dla niego, określając tym samym granice jego działania na sejmie walnym. Mogły w nich warunkować swą zgodę dla uchwał sejmowych od przyjęcia swych postulatów lub dawać posłowi swobodę działania. Poseł, który działał sprzecznie z instrukcją, nie był karany – jedyną konsekwencją było niewybranie go następnym razem. Niektóre postanowienia sejmu walnego wymagały zatwierdzenia przez sejmik. W przypadku odmowy, król zwracał się z prośbą do opornego sejmiku by ten jednak zatwierdził rozpatrywaną ustawę.